# Sumitomo Fudosan Tokyo Mita Garden Tower
Sumitomo Fudosan Tokyo Mita Garden Tower (住友不動産東京三田ガーデンタワー, Sumitomo Fudōsan Tōkyō Mita Gāden Tawā) est un gratte-ciel de l'arrondissement spécial de Minato à Tokyo. Situé dans le quartier de Mita, le projet a commencé en 2019 et s'est terminé en mars 2023.
La superficie totale est de 5 799 tsubo (en), soit 19 170,29 mètres carrés. Le complexe comprend outre la tour, deux édifices résidentiels, en plus des édifices du Collège d'enseignement de l'Université Seitoku (ja) et de la garderie Mita de l'Université Seitoku. À sa complétion, avec ses 42 étages et 4 sous-sol, elle est devenue la plus haute tour du quartier de Mita. Le complexe est conçu par Kume Sekkei (ja), développé par Sumitomo Fudosan et construit par l'Obayashi Corporation.